# محاكاة المواعدة

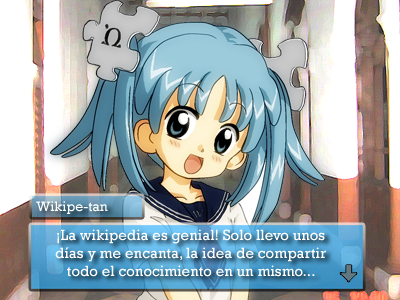

محاكاة المواعدة (ألعاب Dating Sim) هي عبارة عن العاب بالغالب يابانية تقوم فكرة هذه الألعاب على قصص عاطفية.
هذه الألعاب تم تصديرها إلى خارج اليابان مثلها مثل أي نوع آخر كالأنمي أو المانغا أو ما شابه ذلك خصوصا إلى الولايات المتحدة الأمريكية من شركات كثيرة كان من أكبرها واهما هلى الصعيد القومي الأمريكي شركة 
JAST USA G-Collections

## الأنواع
أهم الألعاب من هذا النوع هي 
Angelique
- Kana Imōto
- McKenzie & Co.
- لوعة الحب
- To Heart
- Tokimeki Memorial
- Love Triangle Dating Challenge
- Thousand Armss

كما ان هذه الألعاب ليست مجانية ومتوسط سعر اللعبة يترواح من 10 إلى 50 دولار مع الشحن حسب قدم البرنامج.